# Sugar Pie DeSanto
Sugar Pie DeSanto, nacida Peylia Marsema Balinton (Brooklyn, Nueva York, 16 de octubre de 1935-20 de diciembre de 2024), fue una cantante filipino-americana de rhythm-and-blues, cuya carrera musical tuvo su máximo apogeo en las décadas de 1950 y 1960.

## Biografía
De madre afroestadounidense y padre filipino, nació en Nueva York pero creció en San Francisco, California, donde se mudó con su familia cuando tenía cuatro años. De niña trabó amistad con la también cantante Etta James. 
El músico Johnny Otis descubrió a DeSanto en 1955, y la incorporó a su banda. Otis le dio su nombre artístico, Sugar Pie. En 1959 y 1960, estuvo de gira con la banda de James Brown.
En 1960, DeSanto alcanzó relevancia nacional gracias a su sencillo "I Want to Know" que llegó al número 4 de la lista Billboard Hot R&B chart. Grabó el tema junto a su marido, Pee Wee Kingsley, poco antes de que el matrimonio se divorciara. DeSanto se mudó a Chicago y firmó un contrato discográfico con Chess Records en 1962 como intérprete y escritora. Entre sus grabaciones para Chess destacan "Slip-in Mules", "Use What You Got", "Soulful Dress" y "I Don't Wanna Fuss". DeSanto participó en la gira del American Folk Blues Festival por Europa en 1964, donde destacó por sus interpretaciones, acompañadas de frenéticos bailes.
En 1965 DeSanto, bajo el nombre de Peylia Parham, comenzó a colaborar como compositora con Shena DeMell. Juntas produjeron "Do I Make Myself Clear", que DeSanto cantó a dúo con su amiga de la infancia Etta James. El sencillo entró en el top 10 y fue sucedido por "In the Basement", en 1966, de nuevo a dúo con James. El siguiente disco de DeSanto, "Go Go Power", no llegó a entrar en listas y la compañía discográfica rompió el contrato.
DeSanto continuó escribiendo canciones y grabando con sellos modestos sin demasiado éxito. En algún momento se mudó a la Bahía de San Francisco y se instaló en Oakland.
A pesar de que a menudo se ha dicho que sus actuaciones superaron ampliamente a sus grabaciones en estudio, su único álbum grabado en vivo, Classic Sugar Pie, no fue publicado hasta 1997.
DeSanto recibió el galardón Bay Area Music Award en 1999 a la mejor cantante de blues femenina. En septiembre de 2008, recibió el Pioneer Award concedido por la Rhythm and Blues Foundation.

## Vida personal
DeSanto estuvo casada con Pee Wee Kingsley en los años 50. Tras el divorcio, se casó con Jesse Earl Davis, cuyo matrimonio duró 27 años. En octubre de 2006, Davis falleció tratando de extinguir un incendio que destruyó el apartamento de la pareja en Oakland, California.

## Sencillos más populares
- 1960 "I Want to Know" con the Pee Wee Kingsley Band
- 1964 "Slip-In Mules (No High Heel Sneakers)"
- 1964 "Soulful Dress"
- 1964 "Use What You Got"
- 1965 "Do I Make Myself Clear" con Etta James
- 1966 "In the Basement" con Etta James